# Michael Schenker Group
Michael Schenker Group – niemiecka grupa rockowa, powstała w 1979.

## Historia
Po opuszczeniu U.F.O i krótkim, epizodycznym powrocie do Scorpions i nagraniu albumu "Lovedrive" (1979), Michael opuszcza zespół z Hanoweru i postanawia zacząć granie na swoją rękę. Pierwszy album M.S.G. Zatytułowany był po prostu The Michael Schenker Group (1980). Został nagrany w składzie: Gary Barden – wokal, Michael Schenker – gitara, Mo Foster – gitar basowa, Simon Phillips – perkusja oraz Don Airey – instrumenty klawiszowe.
Album ten spotkał się z bardzo przychylnymi opiniami zarówno fanów jak i krytyków. Drugim albumem Michael Schenker Group był MSG wydany w roku (1981). Zawierał on 8 kopozycji utrzymanych w różnych nastrojach. Był świetną kontynuacją pierwszego albumu. W 1982 roku wydany został zapis tokijskiego koncertu MSG w Budokan "One Night At Budokan". Był to pierwszy koncertowy album MSG. W tym samym roku wydany został album Assaul Attack. Była to niezła produkcja, acz zdaniem wielu fanów, odbiegająca poziomem od dwóch pierwszych albumów. Nie zmienia to faktu, iż jest to wydawnictwo naprawdę warte polecenia.
W 1983 roku został wydany album Built To Destroy. Było to kolejne dobre wydawnictwo sygnowane znakiem MSG.
Dalsze losy Michael Schenker Group charakteryzują częste zmiany składu, współpraca z wieloma muzykami. Ciekawym okresem są lata 1987–1993, kiedy to Michael Schenker zaprosił do współpracy Robina McAuleya. Powstały wówczas Perfect Timing (1987), Save Yourself (1989), McAuley Schenker Group (1992), Nightmare – The Acoustic M.S.G (1992) oraz koncertowy Uplugged Live (1993). Współpracę z Robinem McAuleyem charakteryzowało złagodzenie brzmienia. Nie był to okres zupełnie bezwartościowy. Piosenki takie jak "What Heppens To Me", "Nightmare" czy też "Save Yourself" są naprawdę dobrymi pieśniami, acz nagranymi w trochę innym stylu.
Po rozstaniu z Robinem McAuleyem w Michael Schenker Group znowu zaczęły się roszady w składzie. Schenker rozpoczął współpracę z muzykami nowej generacji, takimi jak: Kelly Keeling, Wayne Findlay. Schenker w tym czasie zaliczył też powrót do U.F.O. Na początku lat 90. rozpoczął także karierę solową rozpoczętą świetnym albumem Thank You, nagranym wyłącznie na gitarę akustyczną. Brał również udział w słynnym Guitar Trio (G3).
Schenker zawiesił koncerty po konflikcie z wokalistą Michael Schenker Group Jarim Tiurą. Po kolejnych zmianach w składzie zespołu, zespół ruszy w kolejne tournée.

## Muzycy
| Obecny skład zespołu - Michael Schenker – gitara prowadząca (1979-1986, od 1992) - Wayne Findlay – instrumenty klawiszowe, gitara rytmiczna, śpiew (od 1999) - Herman Rarebell – perkusja (2010, od 2011) - Doogie White – śpiew (2011, od 2012) - Francis Buchholz – gitara basowa (od 2012) Muzycy sesyjni - Mo Foster – gitara basowa (1980) - Tommy Eyre – instrumenty klawiszowe (1982) - Claude Gaudette – instrumenty klawiszowe (1996) - Don Airey – instrumenty klawiszowe (1980, 2008, 2011) |  | Byli członkowie zespołu - Gary Barden – śpiew (1980–1981, 1982-1984, 2008–2010) - Graham Bonnet – śpiew (1982) - Derek St. Holmes – śpiew, gitara (1983) - Ray Kennedy – śpiew (1984) - Leif Sundin – śpiew (1995–1997, 2007–2008) - David Van Landing (zmarły) – śpiew (1997–1999, 2011, 2012) - Kelly Keeling – śpiew (1999, 2000) - Keith Slack – śpiew (1999) - Chris Logan – śpiew (2001–2004, 2006) - Jari Tiura – śpiew, gitara rytmiczna (2006-2007) - Robin McAuley – śpiew, gitara rytmiczna (1986-1994, 2012) - Paul Raymond – instrumenty klawiszowe, gitara (1980–1981, 2011) - Andy Nye – instrumenty klawiszowe (1982–1984) - Seth Bernstein – instrumenty klawiszowe, gitara (1997–1999) - Billy Sheehan – gitara basowa (1979) - Chris Glen – gitara basowa (1980–1983, 2008–2009, 2010, 2011) - Dennis Feldman – gitara basowa (1984) - Barry Sparks – gitara basowa (1996-1998, 1999-2000) - John Onder – gitara basowa (1999) - Rev Jones – gitara basowa (2001–2006, 2008, 2009, 2010, 2012) - Stuart Hamm – gitara basowa (2003) - Pete Way – gitara basowa (2006, 2011) - Neil Murray – gitara basowa (2008, 2010, 2011) - Elliott "Dean" Rubinson – gitara basowa (2010-2011, 2012) - Denny Carmassi – perkusja (1979) - Simon Phillips – perkusja (1980, 2008, 2010, 2011) - Cozy Powell – perkusja (1980–1982) - Ted McKenna – perkusja (1983–1984, 2008) - Shane Gaalaas – perkusja (1996–2000) - Jeff Martin – perkusja (2001, 2006) - Jeremy Colson – perkusja (2003) - Pete Holmes – perkusja (2004-2006, 2008, 2009, 2010, 2011, 2012, 2013, 2014) - Chris Slade – perkusja (2008, 2009, 2010, 2011) - Carmine Appice – perkusja (2010, 2011) |

## Dyskografia
Albumy studyjne
- The Michael Schenker Group (1980)
- MSG (1981)
- Assault Attack (1982)
- Built to Destroy (1983)
- Written in the Sand (1996)
- The Unforgiven (1999)
- Be Aware of Scorpions (2001)
- Arachnophobiac (2003)
- Tales of Rock'n'Roll (2006)
- In the Midst of Beauty (2008)
- Bridge The Gap (2013)
- Spirit on a Mission (2015)

Cover albumy
- Heavy Hitters (2005)
- By Invitation Only (2011)

Albumy koncertowe
- One Night at Budokan (1982)
- Rock Will Never Die (1984)
- BBC Radio 1 Live in Concert (1993)
- The Michael Schenker Story Live (1997)
- The Unforgiven World Tour (1999)
- The Mad Axeman Live (2007)
- Walk the Stage: The Official Bootleg Box Set (2009)
- The 30th Anniversary Concert – Live in Tokyo (2010)

## Wideografia
- 1984 Rock Will Never Die
- 1997 Live in Tokyo 1997
- 2004 World Wide Live 2004
- 2010 The 30th Anniversary Concert – Live in Tokyo